# Lac de Kournás

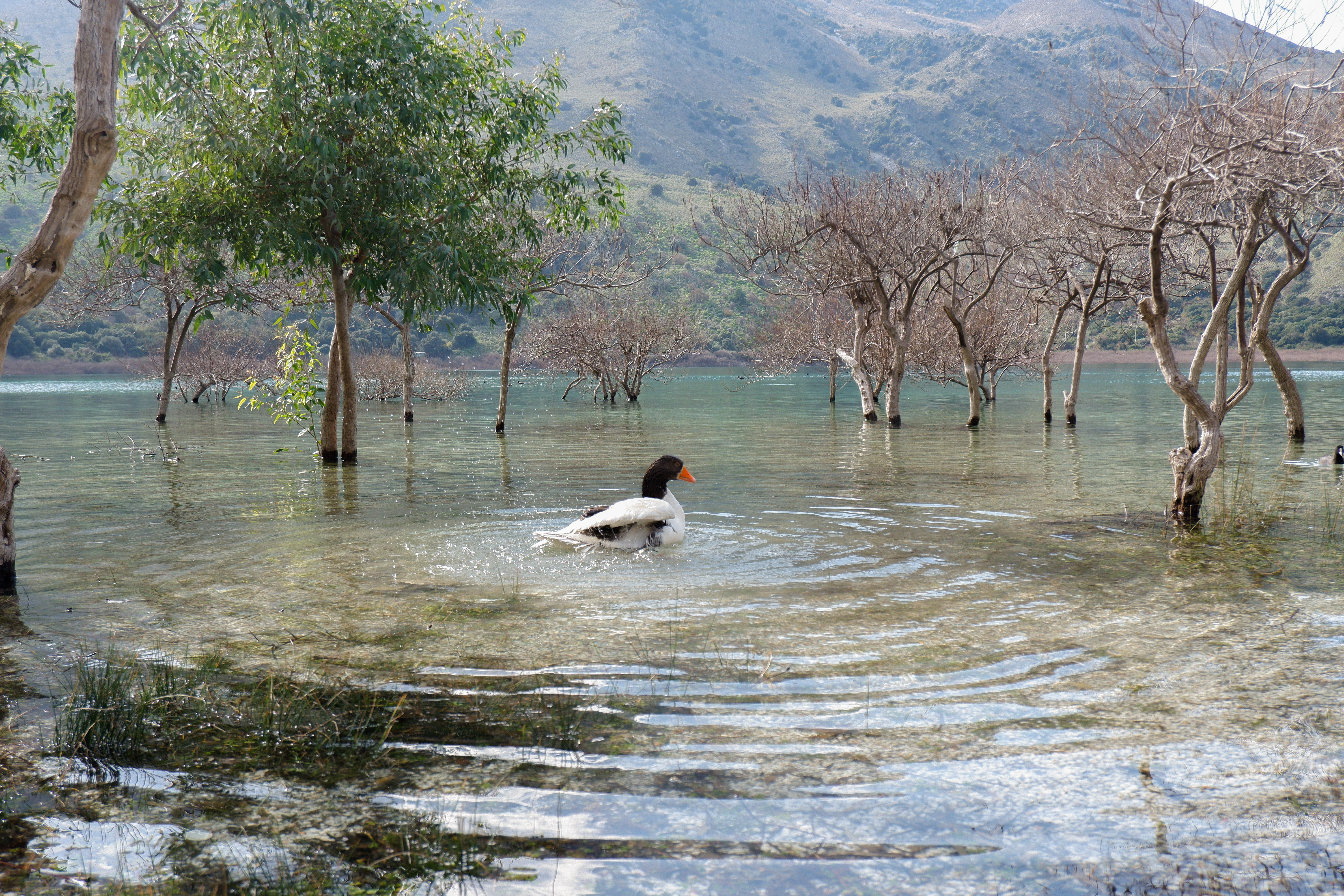

Le lac de Kournás (en grec moderne : Λίμνη Κουρνά) est un lac de Crète en Grèce, situé près du village de Kournás, dans le nome de La Canée. Situé à 5 km de la côte nord de l'île, près de Georgioúpoli, sa circonférence est de 3,5 km. Le lac se trouve entouré des Montagnes blanches et tire son nom de la localité de Kournás toute proche.

## Étymologie
L'ancien nom de ce lac était Korissia, issu du nom d'un sanctuaire d'Athéna qui aurait existé dans la région. Le lac aurait été autrefois très riche en anguilles.

## Tourisme
Une plage de sable sur la rive nord du lac permet un accès à la baignade dans ce lac.

## Légende
Selon les légendes locales, se situait jadis à l'emplacement du lac, un village dont les mœurs dépravées finirent par mettre Dieu en colère. Il fit s'abattre un déluge sur ce village qui fut englouti. Seule la fille du prêtre, incroyablement belle et toujours vierge eut son âme sauvée. Le fantôme de la jeune fille apparaîtrait sur le lac la nuit,.